# Karl von Scheurlen (Rechtswissenschaftler)
Karl Friedrich Christian Scheurlen, ab 1839 von Scheurlen, (* 30. oder 31. März 1798 in Stuttgart; † 4. Januar 1850 ebenda) war ein deutscher Rechtswissenschaftler, Hochschullehrer und Politiker.

## Leben
Nach dem Schulbesuch in Stuttgart und am Evangelisch-Theologischen Seminar Maulbronn studierte Scheurlen ab 1815 Rechtswissenschaften zunächst an der Universität Tübingen, dann an der Universität Göttingen, an der er 1818 zum Dr. jur. promoviert wurde. Während seines Studiums war er 1816 Mitgründer der Alten Tübinger Burschenschaft Arminia und wurde 1818 Mitglied der Burschenschaft Germania Tübingen. Nach Stationen in Stuttgart und Ulm wurde er 1823 zum Professor für Zivil- und Kriminalprozessrecht ernannt, zudem hielt er Vorlesungen in Kirchenrecht. 1832/33 und 1837/38 war er zu dem Rektor der Universität Tübingen.
1838 wurde Scheurlen als Abgeordneter in die Zweite Kammer der Württembergischen Landstände gewählt. Dort vertrat er bis 1844 die Stadt Tübingen und bis 1848 das Oberamt Ludwigsburg, außerdem war er für den 14. Landtag Vizepräsident der Zweiten Kammer. Am 20. Januar 1839 wurde er zum Obertribunalrat am Obertribunal Stuttgart ernannt und im selben Jahr mit dem Ritterkreuz des Ordens der Württembergischen Krone ausgezeichnet, wodurch er in den persönlichen, nicht erblichen Adelstand erhoben wurde.
Am 3. Oktober 1842 nahm Scheurlen das Amt des Direktors des Evangelischen Konsistoriums für Württemberg an, ab 1848 trug er dort den Titel Präsident. Er starb an einem Herzschlag.
Zu seinen Kindern gehört der württembergische Innenminister Karl von Scheurlen.

## Publikationen (Auswahl)
Von 1826 bis 1830 war Scheurlen Mitherausgeber der Tübinger kritischen Zeitschrift für Rechtswissenschaften.
- Über die Abfassung von Gesetzbüchern, insbesondere einer bürgerlichen Proceß-Ordnung für Württemberg, Tübingen 1834.
- Der Staatsgerichtshof im Königreich Württemberg, mit Hinweisung auf die analogen Einrichtungen in den anderen teutschen Bundesstaaten, Tübingen 1834.